# Prychia pallidula
Prychia pallidula är en spindelart som beskrevs av Embrik Strand 1911. Prychia pallidula ingår i släktet Prychia och familjen jättekrabbspindlar. Inga underarter finns listade i Catalogue of Life.